# Bùi Văn Hoàng
Bùi Văn Hoàng (nascido em 13 de fevereiro de 1943) é um ex-ciclista olímpico vietnamita. Representou sua nação na prova de corrida individual em estrada nos Jogos Olímpicos de Verão de 1968.